# Óscar Alfredo Ruggeri
Óscar Alfredo Ruggeri (Rosario, Argentina, 26 de gener de 1962) és un exfutbolista i entrenador de futbol. Conegut pel malnom d'El Cabezón, Ruggeri és considerat com un dels millors defenses del futbol argentí.
Malgrat néixer a Rosario, de petit va viure a Corral de Bustos. Va iniciar la seua carrera al Boca Juniors, junt a Diego Maradona, amb qui guanya la lliga el 1981. El 1985 marxa a l'equip rival, el River Plate, amb qui obté la Copa Libertadores, la Copa Intercontinental i el títol de lliga de 1986. El 1988 dona el salt a Europa, on milita al CD Logroñés i al Reial Madrid de la primera divisió Espanyola. Amb els madrilenys també guanya la lliga local. També va militar al Vélez Sársfield, Ancona a Itàlia, América a Mèxic, San Lorenzo i Lanús, on va posar el punt final a la seua carrera.
Durant la seua trajectòria va representar la selecció argentina en tres Copes del Món, tot capitanejant l'albiceleste en els dos partits finals de l'edició de 1994, després de l'expulsió de Maradona del campionat. Ruggeri va ser una peça clau en el triomf en el Mundial de 1986 i en la final de 1990, perduda davant Alemanya Occidental. El 1994, després de caure davant Romania, Ruggeri es va retirar del futbol internacional amb 97 partits. Pel que fa a la Copa Amèrica, va sumar fins a 21 partits amb l'Argentina.

## Títols
- Copa del Món de Futbol 1986
- Copa Amèrica 1991 i 1993
- Copa Libertadores 1986
- Copa Intercontinental 1986
- Lliga espanyola 89/90
- Lliga argentina Metropolitano 1981, 85/86 i Clausura 1995

## Estadístiques
| Temporada | Club            | Partits | Gols |
| --------- | --------------- | ------- | ---- |
| 1980      | Boca Juniors    | 21      | 2    |
| 1981      | Boca Juniors    | 31      | 1    |
| 1982      | Boca Juniors    | 43      | 3    |
| 1983      | Boca Juniors    | 19      | 1    |
| 1984      | Boca Juniors    | 28      | 1    |
| 1985      | Boca Juniors    | 13      | 1    |
| 1985–86   | River Plate     | 35      | 1    |
| 1986–87   | River Plate     | 18      | 1    |
| 1987–88   | River Plate     | 28      | 2    |
| 1988–89   | Logroñes        | 34      | 1    |
| 1989–90   | Real Madrid     | 31      | 2    |
| 1990–91   | Vélez Sársfield | 31      | 1    |
| 1991–92   | Vélez Sársfield | 24      | 4    |
| 1992      | Ancona          | 7       | 1    |
| 1992–93   | América         | 27      | 4    |
| 1994      | San Lorenzo     | 22      | 1    |
| 1995      | San Lorenzo     | 35      | 3    |
| 1996      | San Lorenzo     | 27      | 5    |
| 1997      | San Lorenzo     | 17      | 1    |
| 1997      | Lanús           | 13      | 2    |